# 4627 Піномогаверо
(4627) 1985 RT2 (1985 RT2, 1981 WQ8, 1983 CM2, 1988 BX2) — астероїд головного поясу, відкритий 5 вересня 1985 року.
Тіссеранів параметр щодо Юпітера — 3,275.